# San Francisco de Tiznados (paroisse civile)
Pour les articles homonymes, voir San Francisco (homonymie) et San Francisco de Tiznados.
San Francisco de Tiznados est l'une des quatre paroisses civiles de la municipalité d'Ortiz dans l'État de Guárico au Venezuela. Sa capitale est San Francisco de Tiznados.

## Géographie

### Démographie
Hormis sa capitale San Francisco de Tiznados, la paroisse civile comporte plusieurs localités, dont :
- Banco Bonito
- Chaparrote
- Desembocadero
- Guaitoco
- Las Lajitas
- San Francisco de Tiznados
- Villanueva